# Hockey sur glace aux Jeux olympiques de 2010
Navigation
Turin 2006 Sotchi 2014
Les tournois de hockey sur glace aux Jeux olympiques de Vancouver ont lieu du 13 au 28 février 2010. Les deux compétitions sont remportées par le Canada, l'équipe féminine blanchit États-Unis 2-0 alors que l'équipe masculine bat elle aussi les États-Unis 3-2 en prolongation.

## Qualifications
Pour les Jeux olympiques, certaines nations doivent jouer des phases de qualification. Ainsi, pour les femmes, les tournois de pré-qualification olympique opposent les équipes classées de treize à vingt-et-une dans le classement mondial 2008 de l'IIHF. Les deux premières équipes jouent avec les équipes classées sept à douze les tournois de qualification olympique en novembre 2008. La Chine et la Slovaquie gagnent ainsi le droit de jouer le tournoi final à Vancouver.
En ce qui concerne les qualifications masculines, il s'agit de trois phases successives. La deuxième phase, les tournois de pré-qualifications olympiques se déroulent pour les neuf nations classées de la 19e à la 27e place au classement mondial IIHF 2008 en plus des trois nations qualifiées de chaque tournois pré-qualificatif (premier tour). 
Les qualifications finales se déroulent pour les neuf nations classées de la 10e à la 18e place au classement mondial IIHF 2008 en plus des trois équipes qualifiées lors des tournois pré-qualificatifs de novembre 2008. Ces phases finales de qualification ont lieu juste avant le tournoi olympique : en février 2009. La Norvège, la Lettonie et l'Allemagne rejoignent ainsi les neuf meilleures nations au monde selon le classement international.

## Déroulement des Jeux olympiques

### Tournoi féminin
Les huit équipes sont divisées en deux groupes pour le tour préliminaire avec les deux meilleures équipes au monde dans le groupe A et les deux suivantes dans le B. Le tournoi de hockey sur glace féminin débute le 13 février par deux rencontres du groupe A : Suède-Suisse et Canada-Slovaquie. Le lendemain, les deux premières rencontres du groupe B sont jouées : États-Unis contre la Chine et Finlande contre la Russie. Les classements des poules sont donnés dans les tableaux ci-dessous.
| Clt   | Équipe    | PJ | V | VP | D | DP | BP | BC | Diff | Pts |
| ----- | --------- | -- | - | -- | - | -- | -- | -- | ---- | --- |
| +001, | Canada    | 3  | 3 | 0  | 0 | 0  | 41 | 2  | +39  | 9   |
| +002, | Suède     | 3  | 2 | 0  | 0 | 1  | 10 | 15 | -5   | 6   |
| +003, | Suisse    | 3  | 1 | 0  | 0 | 2  | 6  | 15 | -9   | 3   |
| +004, | Slovaquie | 3  | 0 | 0  | 0 | 3  | 4  | 29 | -25  | 0   |

- Équipe qualifiée pour les demi-finales
- Équipe reversée dans les matchs de classement pour la 5e place

| Clt   | Équipe     | PJ | V | VP | D | DP | BP | BC | Diff | Pts |
| ----- | ---------- | -- | - | -- | - | -- | -- | -- | ---- | --- |
| +001, | États-Unis | 3  | 3 | 0  | 0 | 0  | 31 | 1  | +30  | 9   |
| +002, | Finlande   | 3  | 2 | 0  | 0 | 1  | 7  | 8  | -1   | 6   |
| +003, | Russie     | 3  | 1 | 0  | 0 | 2  | 3  | 19 | -16  | 3   |
| +004, | Chine      | 3  | 0 | 0  | 0 | 3  | 3  | 16 | -13  | 0   |

- Équipe qualifiée pour les demi-finales
- Équipe reversée dans les matchs de classement pour la 5e place

Les deux meilleures équipes de chaque groupe sont qualifiées pour les demi-finales alors que les autres équipes jouent les matchs de classement. Les équipes qualifiées pour le tour final sont le Canada, les États-Unis, la Suède et la Finlande. Les deux équipes nord-américaines se rencontrant en finale le 25 février.
Avec deux buts inscrits, Marie-Philip Poulin offre la victoire aux Canadiennes alors que Shannon Szabados arrête tous les tirs adverses pour un blanchissage 2-0 de leurs adversaires.
Le classement final de la compétition est le suivant :
| Place                               | Équipe     |
| ----------------------------------- | ---------- |
| Médaille d'or, Jeux olympiques      | Canada     |
| Médaille d'argent, Jeux olympiques  | États-Unis |
| Médaille de bronze, Jeux olympiques | Finlande   |
| 4                                   | Suède      |
| 5                                   | Suisse     |
| 6                                   | Russie     |
| 7                                   | Chine      |
| 8                                   | Slovaquie  |

### Tournoi masculin
Le calendrier olympique masculin se compose de trente matchs répartis de la manière suivante :
- dix-huit matchs pour le tour préliminaire,
- quatre matchs de qualifications pour les séries éliminatoires,
- quatre matchs de quarts de finale,
- deux matchs de demi-finales,
- un match pour la médaille de bronze,
- un match pour la médaille d'or.

Les premiers matchs ont lieu le 16 février avec deux matchs du groupe A : États-Unis contre la Suisse et Canada contre la Norvège. À l'issue des matchs du tour préliminaire, les douze équipes sont classées afin de répartir les équipes pour les séries éliminatoires et pour calculer le classement final à l'issue des Jeux olympiques. Les critères suivants sont utilisés, dans l'ordre présenté, pour déterminer le premier classement :
- plus haute position dans le groupe,
- plus grand nombre de points,
- meilleur différence de buts,
- plus haut nombre de buts pour,
- meilleur classement mondial.

Les quatre premières nations sont directement qualifiées en quarts de finale alors que les huit suivants doivent s'affronter au cours de huitièmes de finale.
| Place | Équipe      | G | CG | PJ | Pts | Diff | BP | CM |
| ----- | ----------- | - | -- | -- | --- | ---- | -- | -- |
| 1     | États-Unis  | A | 1  | 3  | 9   | +9   | 14 | 5  |
| 2     | Suède       | C | 1  | 3  | 9   | +7   | 9  | 3  |
| 3     | Russie      | B | 1  | 3  | 7   | +7   | 13 | 1  |
| 4     | Finlande    | C | 2  | 3  | 6   | +6   | 10 | 4  |
| 5     | Tchéquie    | B | 2  | 3  | 6   | +3   | 10 | 6  |
| 6     | Canada      | A | 2  | 3  | 5   | +7   | 14 | 2  |
| 7     | Slovaquie   | B | 3  | 3  | 5   | +5   | 9  | 9  |
| 8     | Suisse      | A | 3  | 3  | 3   | –2   | 8  | 7  |
| 9     | Biélorussie | C | 3  | 3  | 3   | –4   | 8  | 8  |
| 10    | Norvège     | A | 4  | 3  | 1   | –14  | 5  | 11 |
| 11    | Allemagne   | C | 4  | 3  | 0   | –9   | 3  | 12 |
| 12    | Lettonie    | B | 4  | 3  | 0   | –15  | 4  | 10 |

À l'issue des dix-huit matchs du tour préliminaire, les douze équipes sont classées selon des critères spéciaux. Ce classement est utilisé pour répartir les équipes pour les séries éliminatoires et pour calculer le classement final à l'issue des Jeux olympiques.
Le classement du premier tour est définitif le 21 février à 23 heures (heure de Vancouver) :
| Place                               | Équipe      |
| ----------------------------------- | ----------- |
| Médaille d'or, Jeux olympiques      | Canada      |
| Médaille d'argent, Jeux olympiques  | États-Unis  |
| Médaille de bronze, Jeux olympiques | Finlande    |
| 4                                   | Slovaquie   |
| 5                                   | Suède       |
| 6                                   | Russie      |
| 7                                   | Tchéquie    |
| 8                                   | Suisse      |
| 9                                   | Biélorussie |
| 10                                  | Norvège     |
| 11                                  | Allemagne   |
| 12                                  | Lettonie    |

## Effectifs sacrés champion
| Épreuves         | Or | Argent | Bronze |
| ---------------- | --- | --- | --- |
| Tournoi féminin  | Canada (délégation) - Charline Labonté - Kim St-Pierre - Shannon Szabados - Tessa Bonhomme - Carla MacLeod - Becky Kellar - Colleen Sostorics - Meaghan Mikkelson - Catherine Ward - Meghan Agosta - Gillian Apps - Jennifer Botterill - Jayna Hefford (A) - Haley Irwin - Rebecca Johnston - Gina Kingsbury - Caroline Ouellette (A) - Cherie Piper - Marie-Philip Poulin - Sarah Vaillancourt - Hayley Wickenheiser (C) | États-Unis (délégation) - Brianne McLaughlin - Molly Schaus - Jessie Vetter - Kacey Bellamy - Caitlin Cahow - Lisa Chesson - Molly Engstrom - Angela Ruggiero (A) - Kerry Weiland - Julie Chu (A) - Natalie Darwitz (C) - Meghan Duggan - Hilary Knight - Jocelyne Lamoureux - Monique Lamoureux - Erika Lawler - Gisele Marvin - Jenny Potter (A) - Kelli Stack - Karen Thatcher - Jinelle Zaugg-Siergiej | Finlande (délégation) - Mira Kuisma - Noora Räty - Anna Vanhatalo - Jenni Hiirikoski (A) - Emma Laaksonen (C) - Rosa Lindstedt - Terhi Mertanen - Heidi Pelttari - Mariia Posa - Saija Sirviö - Anne Helin - Venla Hovi - Michelle Karvinen - Annina Rajahuhta - Karoliina Rantamäki - Mari Saarinen - Nina Tikkinen - Minnamari Tuominen - Saara Tuominen (A) - Marjo Voutilainen - Linda Välimäki                 |
| Tournoi masculin | Canada (délégation) - Martin Brodeur - Marc-André Fleury - Roberto Luongo - Dan Boyle - Drew Doughty - Duncan Keith - Scott Niedermayer (C) - Chris Pronger (A) - Brent Seabrook - Shea Weber - Patrice Bergeron - Sidney Crosby (A) - Ryan Getzlaf - Dany Heatley - Jarome Iginla (A) - Patrick Marleau - Brenden Morrow - Rick Nash - Mike Richards - Corey Perry - Eric Staal - Joe Thornton - Jonathan Toews          | États-Unis (délégation) - Ryan Miller - Jonathan Quick - Tim Thomas - Tim Gleason - Erik Johnson - Jack Johnson - Brooks Orpik - Brian Rafalski (A) - Ryan Suter (A) - Ryan Whitney - David Backes - Dustin Brown (A) - Ryan Callahan - Chris Drury - Patrick Kane - Ryan Kesler - Phil Kessel - Jamie Langenbrunner (C) - Ryan Malone - Zach Parisé (A) - Joe Pavelski - Bobby Ryan - Paul Stastny        | Finlande (délégation) - Niklas Bäckström - Miikka Kiprusoff - Antero Niittymäki - Lasse Kukkonen - Sami Lepistö - Toni Lydman - Janne Niskala - Joni Pitkänen - Sami Salo - Kimmo Timonen (A) - Valtteri Filppula - Niklas Hagman - Jarkko Immonen - Olli Jokinen - Niko Kapanen - Mikko Koivu - Saku Koivu (C) - Jere Lehtinen - Antti Miettinen - Ville Peltonen - Jarkko Ruutu - Tuomo Ruutu - Teemu Selänne (A) |